# Neurotensine
La neurotensine est un neuropeptide de 13 acides aminés exprimée dans le tube digestif et le système nerveux central.

## Historique
La neurotensine fut isolée préalablement à partir d'extraits d'hypothalamus bovin et fut caractérisée par sa capacité à provoquer une notable vasodilatation sur diverses zones cutanées de rats anesthésiés.

## Actions hormonales
Elle est impliquée dans la régulation de la libération de l'hormone lutéinisante et de la prolactine. Elle possède de nombreuses interactions connues avec le système dopaminergique.

## Actions au niveau du tube digestif
Au niveau périphérique, la neurotensine se trouve dans les cellules endocrines du petit intestin, où elle intervient dans les phénomènes de sécrétion et la contraction des muscles lisses.

## Actions au niveau du système nerveux
La neurotensine se retrouve dans l'ensemble du système nerveux central avec des taux très élevés au niveau de l'hypothalamus, de l'amygdale et du noyau accumbens.
Elle induit toute une variété d'effets : modulation de la douleur, hypothermie et l'élévation de l'activité locomotrice. Elle intervient aussi dans la régulation de la synthèse de dopamine.